# Carsen Edwards
 Carsen Cade Edwards (Texas, 12 de março de 1998) é um jogador norte-americano de basquete profissional que atualmente joga no FC Bayern München que disputa a BBL (Alemanha) e a Euroliga.

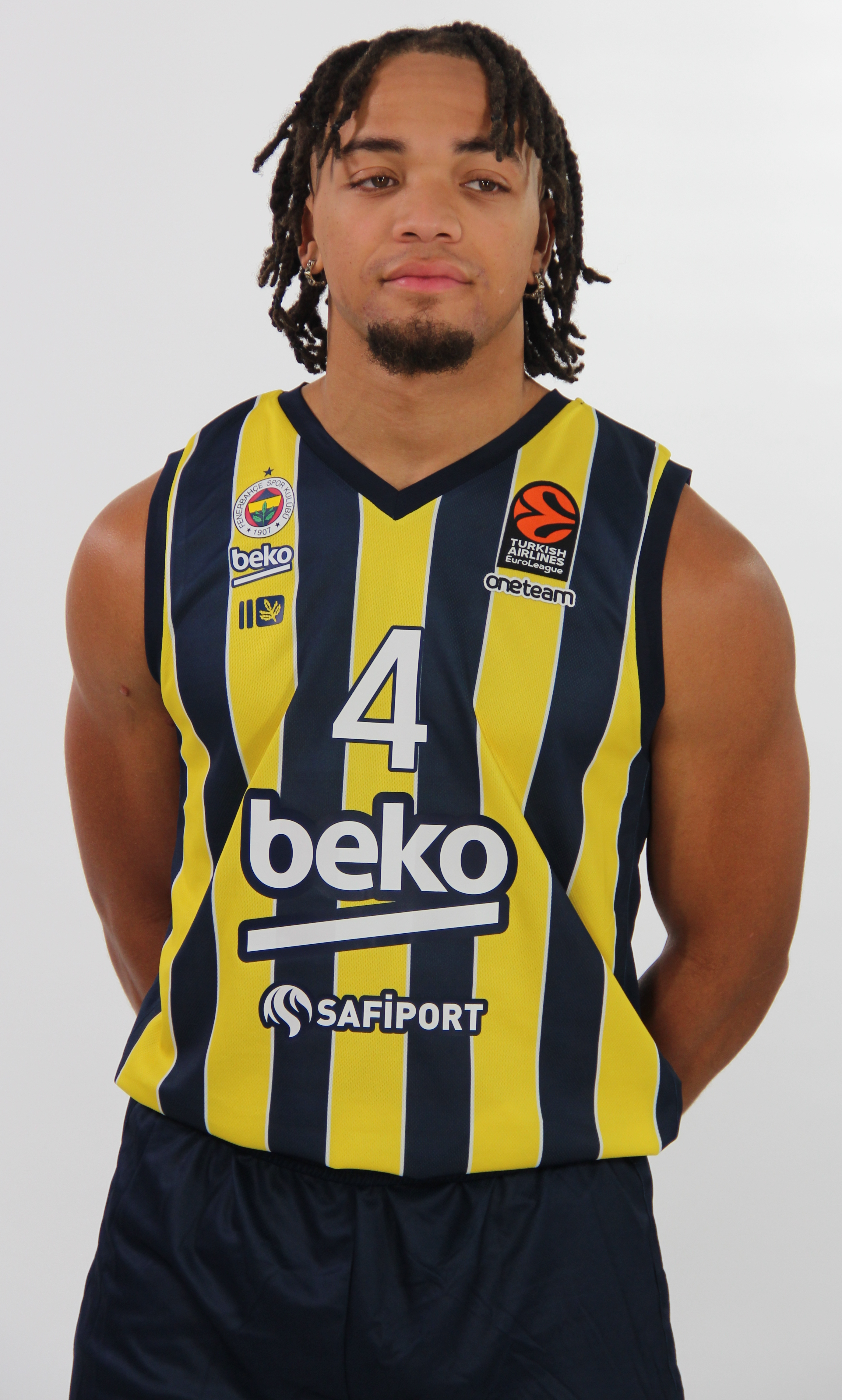

Ele jogou basquete universitário em Purdue e foi selecionado pelo Philadelphia 76ers como a 33º escolha geral no Draft da NBA de 2019, sendo posteriormente trocado para o Boston Celtics.

## Início da vida e carreira no ensino médio
Edwards nasceu em Houston, Texas, e frequentou a Atascocita High School. Jogando basquete e futebol como um estudante de segundo ano, ele posteriormente se concentrou no basquete.
Em seu terceiro ano, ele teve médias de 23,6 pontos, 4,9 assistências e 4,9 rebotes e foi nomeado o Jogador do Ano pelo Houston Chronicle.
Em seu último ano, Edwards liderou a equipe com médias de 26,3 pontos, 5,1 assistências e 4,9 rebotes e foi eleito para a Quarta-Equipe MaxPreps All-America e para a Primeira-Equipe All-State.
Ele foi classificado como um recruta de quatro estrelas e ficou em 88º lugar na Classe de 2016 pela ESPN, Rivals.com e 247Sports.com.
| Nome | Cidade natal                                        | Escola                 | Altura | Peso  | Data                 |
| --- | --------------------------------------------------- | ---------------------- | ------ | ----- | -------------------- |
| Carsen Edwards PG | Humble, TX                                          | Atascocita High School | 1,85 m | 91 kg | 11 de agosto de 2015 |
| Carsen Edwards PG | Recrutamento: Scout.com: Rivais: 247Esportes: ESPN: |                        |        |       |                      |
| Classificação geral de novatos: Rivals: 88º \| 247sports: 88º \| ESPN: 88º |                                                     |                        |        |       |                      |
| - Nota: Em muitos casos, Scout, Rivals, 247Sports e ESPN podem entrar em conflito em suas listas de altura e peso, nestes casos, a média foi obtida. As notas da ESPN estão em uma escala de 100 pontos. - Fonte: |                                                     |                        |        |       |                      |

## Carreira universitária

### Primeira temporada

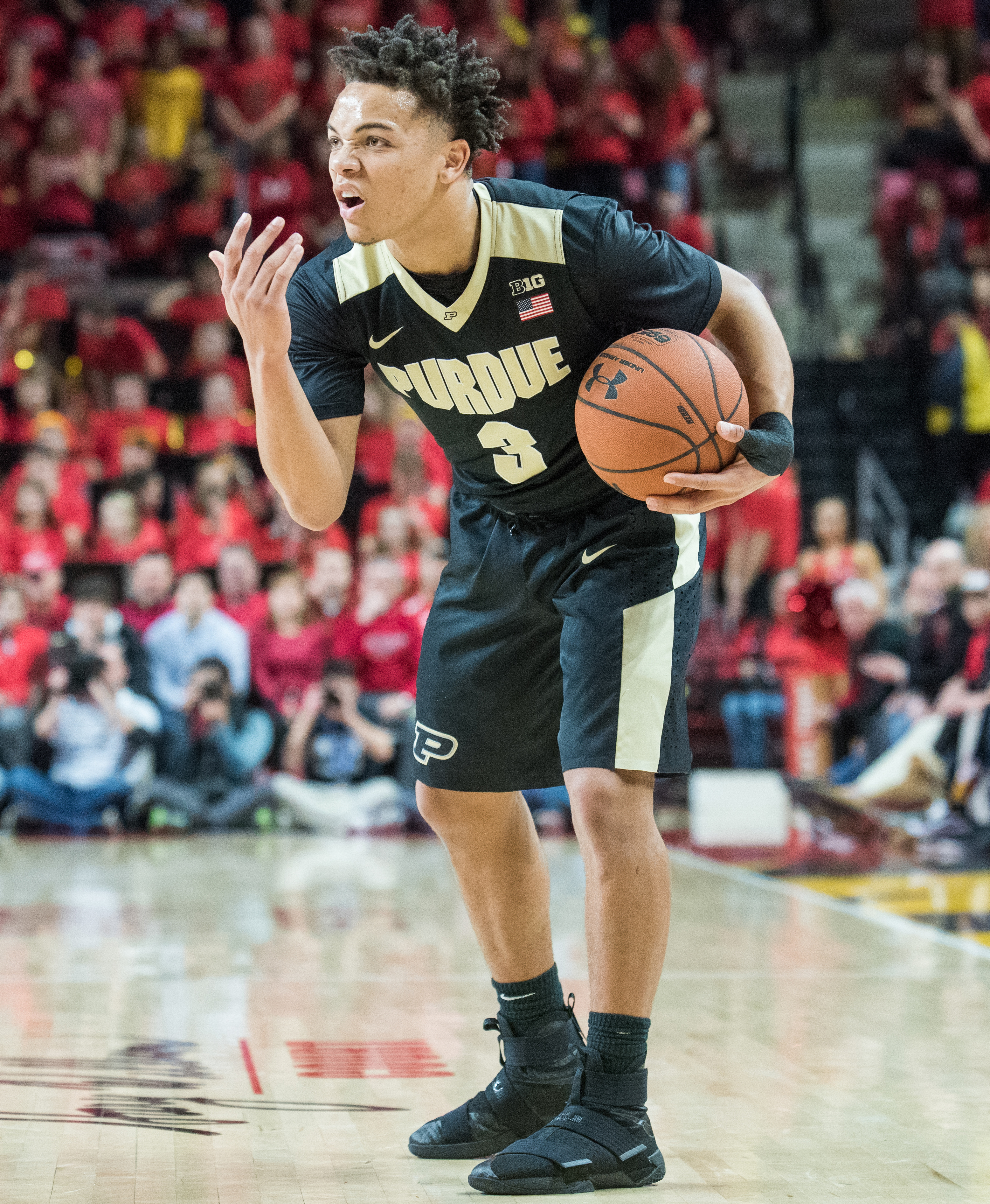
Edwards em 2017

Ele teve um impacto imediato como calouro em Purdue, jogando em todos os 35 jogos (21 como titular) e tendo médias de 10,3 pontos, 2,6 rebotes e 1,8 assistências.
Ele foi o único novato na Big Ten Conference a completar a temporada de 2016-17 com pelo menos 45 arremessos certos de três pontos (49) e 35 roubos de bola (36).

### Segunda temporada
Edwards marcou 40 pontos na vitória por 93-86 sobre Illinois em 22 de fevereiro de 2018.
Em seu segundo ano, ele teve médias de 18,5 pontos, 3,8 rebotes e 2,8 assistências. Ele foi nomeado para a Primeira-Equipe da Big Ten e levou Purdue a uma temporada recorde de 30 vitórias.
No final da temporada, ele se declarou para o draft da NBA de 2018 sem contratar um agente. Depois de participar do Draft Combine daquele ano, ele optou por retornar a Purdue.

### Terceira temporada
Em 25 de setembro de 2018, Edwards foi eleito o Melhor Jogador do Ano da Blue Basketball Yearbook College. Em uma derrota por 72-68 contra o Texas, ele fez 40 pontos, acertando 15 de 26 arremessos. Em 31 de janeiro de 2019, Edwards fez um recorde na universidade de oito arremessos certos de três pontos, totalizando 38 pontos, em uma vitória por 99-90 na prorrogação contra Penn State. Edwards também foi nomeado para a Segunda-Equipe All-American pela Associação dos Escritores de Basquete dos Estados Unidos (USBWA).
Em 23 de março, durante o Torneio da NCAA, Edwards marcou 42 pontos em apenas 21 arremessos na vitória por 87-61 contra o atual campeão, Villanova. Contra Tennessee, ele marcou 29 pontos em uma vitória no Sweet Sixteen. No Elite Eight, Edwards acertou 10 de seus 19 arremessos de três pontos, apenas um arremesso abaixo do recorde do Torneio da NCAA, e estabeleceu um recorde na universidade. Ele terminou o jogo com 42 pontos, sua segunda maior marca nos últimos três jogos, mas só marcou dois pontos na prorrogação e Purdue perdeu o jogo. No final da temporada, ele foi nomeado o jogador mais notável da região sul.
Edwards quebrou muitos recordes no Torneio da NCAA em 2019. Incluindo o recorde de mais cestas de 3 pontos em um torneio com 28. Ele também é o 3º colocado de todos os tempos em mais jogos seguidos com 25 pontos no Torneio da NCAA, empatado com Stephen Curry com 5.
Após a derrota de Purdue no Torneio da NCAA em 2019, Edwards anunciou sua intenção de renunciar à sua temporada final de elegibilidade e se declarar para o Draft da NBA de 2019, onde ele foi projetado para ser uma seleção na primeira rodada.

## Carreira profissional

### Boston Celtics (2019–2021)
Em 20 de junho de 2019, Edwards foi selecionado pelo Philadelphia 76ers como a 33ª escolha geral no Draft de 2019 e foi posteriormente trocado para  o Boston Celtics.
Edwards jogou pelos Celtics durante a Summer League de 2019 e teve médias de 19,4 pontos, 3,8 rebotes e 1,4 assistências em 23,4 minutos em cinco jogos. Os Celtics foram eliminado na primeira rodada pelo eventual campeão, Memphis Grizzlies, apesar de Edwards ter feito 25 pontos e 8 rebotes.
Em 14 de julho de 2019, os Celtics anunciaram que haviam assinado um contrato de 3 anos e US$4.5 milhões com Edwards. Em 23 de outubro de 2019, ele fez sua estreia na NBA em uma derrota por 93-107 para o Philadelphia 76ers e registrou três pontos e um rebote. Ele marcou 18 pontos, recorde de sua carreira, em uma vitória de 140–133 contra o Washington Wizards em 13 de novembro.
Em 6 de fevereiro de 2020, Edwards foi transferido para o Maine Red Claws. Em 15 de setembro de 2021, ele foi negociado com o Memphis Grizzlies, mas foi dispensado oito dias depois.

### Salt Lake City Stars (2021–2022)
Edwards foi adquirido pelo Salt Lake City Stars da G-League em 6 de novembro de 2021. Em 31 jogos, ele teve médias de 26,7 pontos, 2,7 rebotes, 4,1 assistências e 1,5 roubadas de bola em 35,9 minutos.

### Detroit Pistons (2022–Presente)
Em 3 de abril de 2022, Edwards assinou um contrato de dois anos com o Detroit Pistons. Em seu primeiro jogo com os Pistons, Edwards registrou 13 pontos, 9 assistências e 3 rebotes em 31 minutos de jogo.

## Carreira na seleção
Edwards foi chamado para a Seleção Americana que disputou a Campeonato Mundial de Basquetebol Sub-19 de 2017 no Egito, onde eles ganharam a medalha de bronze.
Edwards também foi chamada para a Universíade de 2017, onde eles conquistaram a medalha de prata.

## Estatísticas da carreira

### NBA

#### Temporada regular
| Ano      | Equipe   | PJ | PT | MPJ | AP   | 3P   | LL   | RT  | AS | BR | TO | PPJ |
| -------- | -------- | -- | -- | --- | ---- | ---- | ---- | --- | -- | -- | -- | --- |
| 2019–20  | Boston   | 37 | 0  | 9.5 | .328 | .316 | .684 | 1.3 | .6 | .3 | .1 | 3.3 |
| 2020–21  | Boston   | 31 | 1  | 8.9 | .441 | .276 | .581 | .8  | .5 | .2 | .0 | 4.0 |
| Carreira | Carreira | 68 | 1  | 9.2 | .384 | .296 | .632 | 1.0 | .5 | .2 | .0 | 3.6 |

#### Playoffs
| Ano      | Equipe   | PJ | PT | MPJ | AP   | 3P   | LL | RT  | AS | BR | TO | PPJ |
| -------- | -------- | -- | -- | --- | ---- | ---- | -- | --- | -- | -- | -- | --- |
| 2019     | Boston   | 1  | 0  | 3.0 | −    | −    | −  | 1.0 | −  | −  | −  | −   |
| 2020     | Boston   | 2  | 0  | 2.5 | .667 | .500 | −  | .5  | −  | .8 | .6 | 2.5 |
| Carreira | Carreira | 3  | 0  | 2.7 | .667 | .500 | −  | .7  | −  | .8 | .6 | 2.5 |

### Universidade
| Ano      | Equipe   | PJ  | PT | MPJ  | AP   | 3P   | LL   | RT  | AS  | BR  | TO | PPJ  |
| -------- | -------- | --- | -- | ---- | ---- | ---- | ---- | --- | --- | --- | -- | ---- |
| 2016–17  | Purdue   | 35  | 21 | 23.2 | .382 | .340 | .743 | 2.6 | 1.8 | 1.0 | .1 | 10.3 |
| 2017–18  | Purdue   | 37  | 37 | 29.5 | .458 | .406 | .824 | 3.8 | 2.8 | 1.1 | .2 | 18.5 |
| 2018–19  | Purdue   | 36  | 36 | 35.4 | .393 | .355 | .837 | 3.6 | 2.9 | 1.3 | .3 | 24.3 |
| Carreira | Carreira | 108 | 94 | 29.3 | .411 | .367 | .801 | 3.3 | 2.5 | 1.1 | .2 | 17.7 |

Fonte: